# Holotivșciîna, Ciornuhî
Holotivșciîna (în ucraineană Голотівщина) este un sat în comuna Bohodarivka din raionul Ciornuhî, regiunea Poltava, Ucraina.

## Demografie
Componența lingvistică a localității Holotivșciîna
     Ucraineană (100%)
Conform recensământului din 2001, toată populația localității Holotivșciîna era vorbitoare de ucraineană (100%).